# Angelina County
Angelina County är ett administrativt område i delstaten Texas, USA, med 86 771 invånare (2010). Den administrativa huvudorten (county seat) är Lufkin.

## Geografi
Enligt United States Census Bureau har countyt en total area på 2 239 km². 2 076 km² av den arean är land och 163 km² är vatten.

### Angränsande countyn
- Nacogdoches County - nord
- San Augustine County - nordost
- Jasper County - sydost
- Tyler County - syd
- Polk County - sydväst
- Trinity County - väst
- Houston County - väst
- Cherokee County - nordväst

### Orter
- Hudson